# Leucocelis decellei
Leucocelis decellei är en skalbaggsart som beskrevs av Ruter 1969. Leucocelis decellei ingår i släktet Leucocelis och familjen Cetoniidae. Inga underarter finns listade i Catalogue of Life.